# 知念有美
知念 有美（ちねん ゆうみ、1983年3月5日 - ）は、気象予報士。かつてウェザーマップに所属していた。神奈川県横浜市港北区出身。最終学歴は、日本大学生物資源科学部植物資源科学科を卒業。

## 来歴・人物
- 神奈川県出身であるが、琉球地域の名字（両親が沖縄県出身）のため、沖縄県出身と間違えられることがある。
- 日本大学を卒業後、流通関係の会社に就職して人事を担当するが、在職中に気象予報士の資格を取得したことを契機にウェザーマップに転職して活動を始める。
- 趣味はサイクリング、沖縄三線、一般路のドライブ（高速道路に乗れない）。
- 特技はバトントワリング。
- 東京スポーツの記事で、タイプの男性はスポーツマン、好きな芸能人はイ・ビョンホンと答えている。
- 2007年のデビュー以来TBSテレビ・ラジオを中心に東京で活躍していたが、2010年秋から1年半の間は仙台に活動拠点を移す。2012年4月に東京に戻る。
- 2012年9月、出演番組を降板するとともに、自身のブログ・Twitter上で、4年半在籍していたウェザーマップを退社することを発表、数週間後にブログ・Twitterを閉鎖。
- 2014年10月以降、新たなブログを立ち上げ、気象予報士関連会社での業務を再開した。

## 主な活動

### TBSテレビ・ラジオ
- TBSニュースバード（2008年4月2日より2009年3月27日まで水～金昼間担当、同年4月2日より2010年3月26日まで木・金昼間担当、同年3月31日より同年9月24日まで水～金早朝担当）
  - TBSニュースバード「わたしのひとりゴト」出演（2008年4月）
- 森田の新春天気!!（2009年1月1日より担当）
- 大沢悠里のゆうゆうワイド（2009年3月30日より同年6月30日まで月・火担当、同年7月7日より同年9月30日まで火・水担当、同年10月5日より2010年3月23日まで再び月・火担当）
- 小島慶子 キラ☆キラ（2009年7月7日より同年9月30日まで火・水担当、同年10月5日より2010年3月23日まで月・火担当）
- 荒川強啓 デイ・キャッチ!（2009年10月6日より2010年3月23日まで不定期出演）
- 久米宏 ラジオなんですけど（2010年4月3日より同年9月11日まで担当）
- 新井麻希 プレシャスサンデー（2009年7月5日より同年9月19日まで担当）
- 安住紳一郎の日曜天国（〃）

### TBS以外
- お天気お姉さんのプチ日記（LIVEDOOR天気情報）
- OH! HAPPY MORNING（JFN各局、2010年3月31日より9月24日まで・水～金担当）
- 週刊プレイボーイ「美人気象予報士につゆもえ」（2008年7月）
- 東京スポーツ「独鮮直撃」（2008年9月）
- 仙台放送スーパーニュース（2010年10月より2012年3月まで）
- TOKYO MX NEWS（2012年4月より9月まで）